# Дюэм, Мари-Виржини
Мари-Виржини Дюэм (фр. Marie-Virginie Duhem, урожд. Молле Mollet; 2 августа 1866 года — 25 апреля 1978 года) — французская супердолгожительница. С 2 декабря 1977 года до своей смерти являлась старейшим верифицированным живущим человеком мира.

## Биография

### Ранняя жизнь
Мари-Виржини Дюэм родилась 2 августа 1866 года в городе Секлен, Нор, Франция. Её родителями были Шарль Молле (1827—1899) и Виржини Серрюрье (1826—1907). Она помнила Франко-прусскую войну 1870—1871 годов, хотя и была тогда очень мала. Также она помнила, как в школе они делали корпию для солдат.
В 1885 году Дюэм встретилась с Жюлем Верном на вокзале Лилля. «Мой младший брат Виктор показал мне Жюля Верна, который сидел на скамейке и читал газеты. Мы сели рядом с ним, и я начала разговор. Он был просто очарователен», — говорила Мари.
24 июня 1893 года Мари-Виржини вышла замуж за Ипполита Дюэма (1862—1939), инженера-химика. У них было восемь детей и пятнадцать внуков. Одна из её дочерей, Аньес Костеман, дожила до 105 лет (1 декабря 1907 года — 4 июня 2013 года).

### Поздние годы
В 1972 году, в возрасте 106 лет, Мари упала с лестницы и провела три недели в больнице.
21 января 1977 года в возрасте 110 лет Дюэм получила Орден Почётного легиона от Мориса Шумана. В это время, как сообщалось, она почти ослепла, поэтому предпочитала слушать радио вместо просмотра телевизора. Сообщалось, что у неё более 500 потомков. Когда у неё спросили секрет её долголетия, Мари удивилась, так как она не имела никакого секрета.
Мари-Виржини Дюэм скончалась 25 апреля 1978 года в Ваттиньи, Нор, Франция.

## Рекорды долголетия
После смерти 109-летней Мари-Эрнестин Компен в 1975 году Мари стала старейшим живущим жителем Франции. Спустя год Дюэм превзошла возраст Мари-Эрнестин Компен в 109 лет и 316 дней, став старейшим человеком Франции за всю историю. 2 августа 1976 года стала первым французским супердолгожителем. После смерти Софии Демут 2 декабря 1977 года Мари-Виржини стала старейшим живущим человеком в мире.
Она умерла 25 апреля 1978 года в возрасте 111 лет и 266 дней. Её возрастной рекорд во Франции был превзойдён Огюстиной Тессье в 1980 году. Фанни Томас сменила Мари как самого старого живущего человека в мире.